# Jorge Castro (cầu thủ bóng đá)
Jorge Alejandro Castro Salazar (sinh ngày 11 tháng 9 năm 1990) là một tiền đạo bóng đá người Costa Rica hiện tại thi đấu cho Guadalupe.

## Sự nghiệp câu lạc bộ
Anh khởi đầu đầu sự nghiệp tại Deportivo Saprissa trước khi ký hợp đồng 4 năm với Start vào tháng 12 năm 2012.

## Sự nghiệp quốc tế
Castro thi đấu tại Giải vô địch bóng đá U-17 thế giới 2007 và Giải vô địch bóng đá trẻ thế giới 2009.
Anh là một phần của Đội tuyển bóng đá quốc gia Costa Rica tham dự Cúp bóng đá Nam Mỹ 2011, nhưng không đá trận nào trong giải đấu.

## Thống kê sự nghiệp
| Mùa giải            | Câu lạc bộ          | Hạng đấu            | Giải vô địch | Giải vô địch | Cúp     | Cúp       | Tổng cộng | Tổng cộng |
| Mùa giải            | Câu lạc bộ          | Hạng đấu            | Số trận      | Bàn thắng    | Số trận | Bàn thắng | Số trận   | Bàn thắng |
| ------------------- | ------------------- | ------------------- | ------------ | ------------ | ------- | --------- | --------- | --------- |
| 2013                | Start               | Tippeligaen         | 29           | 6            | 4       | 1         | 33        | 7         |
| 2014                | Start               | Tippeligaen         | 7            | 2            | 3       | 2         | 10        | 4         |
| 2014                | Sarpsborg 08        | Tippeligaen         | 14           | 2            | 2       | 0         | 16        | 2         |
| 2015                | Brann               | OBOS-ligaen         | 14           | 2            | 4       | 4         | 18        | 6         |
| Tổng cộng sự nghiệp | Tổng cộng sự nghiệp | Tổng cộng sự nghiệp | 64           | 12           | 13      | 7         | 77        | 19        |